# 水戸英宏中学校
水戸英宏中学校（みとえいこうちゅうがっこう）は、茨城県水戸市見川町にある私立中学校。男女共学。
近隣の水戸啓明高等学校および水戸葵陵高等学校（両校とも学校法人田中学園）と連携型中高一貫教育をおこなっている。
医歯薬コースとグローバルコースにコース分けがなされている。

## 沿革
2004年4月に開校した。2012年4月に系列校である水戸英宏小学校が開校している。2016年にグローバルコースを新設した。
地球温暖化防止を表彰する低炭素杯2017」では、「ホタル再生プロジェクト」が評価され、学校部門で環境大臣賞金賞を受賞したことがある。これは、連携校である水戸英宏小学校と共同で行ったもので、校舎裏の荒れ地を整備して、ホタルが生息できるような湿地にするという取り組みである。（英宏の泉）

## 特色
水戸市内では数少ない「将棋・オセロ同好会」が存在する。また、2022年度よりeスポーツ同好会（現・eスポーツ部）が開設された。「ウィークリーテスト（WT）」というテストが週に1度実施される
ほか、「EIKOランチプレート」という任意の給食制度がある。

## 水戸英宏小学校との関係
2012年4月に開校した水戸英宏小学校では、水戸英宏中学校と小中一貫連携型進学教育をおこなっている。
併せて、水戸英宏小学校では、全国の私立中高一貫校（特に完全中高一貫校及び併設型中高一貫校）入学試験への受験希望者に対して、国の私立中高一貫校入学試験受験のための進学準備教育をも提供している。

## アクセス
- 市内他校とは違いスクールバスがないため、水戸駅から関東鉄道バスを利用することとなる。朝夕それなりに本数はあるが、利用者数も多いため混雑している。[要出典]
- 最寄り駅は水戸駅、バス停は関東鉄道葵陵高校入口前。

## 系列校・連携校

### 連携校
- 水戸啓明高等学校[12]
- 水戸葵陵高等学校[12]

### 系列校
- 平須幼稚園[12]
- 愛宕幼稚園[12]
- 水戸英宏小学校[12]